# Odel Offiah
Odeluga „Odel“ Joshua Offiah (* 26. Oktober 2002 in London) ist ein englischer Fußballspieler, der bei Brighton & Hove Albion unter Vertrag steht.

## Karriere
Offiah wurde als Sohn nigerianischer Eltern im Londoner Stadtteil Camden geboren. Er ist der Neffe des ehemaligen Rugby-Union-Spielers Martin Offiah. Er spielte bis zum Jahr 2017 in den Jugendmannschaften des FC Bromley, bevor er im September 2017 in die Jugendakademie von Brighton & Hove Albion wechselte. Im August 2021 debütierte Offiah in der ersten Mannschaft von Brighton, als er in der zweiten Runde des EFL Cups bei einem 2:0-Sieg über Cardiff City für Taylor Richards eingewechselt wurde. Im Januar 2022 folgte Offiahs Debüt im FA Cup, als er bei einem 2:1-Sieg in der dritten Runde über West Bromwich Albion in der Startelf stand. Im Januar 2022 verlängerte er seinen Vertrag mit Albion bis 2024. Offiah gab sein Debüt in der Premier League im April 2023, als er bei einer 1:3-Niederlage gegen Nottingham Forest für Facundo Buonanotte eingewechselt wurde. Einen Monat später wurde der Innenverteidiger in einer Partie bei Newcastle United die mit 1:4-Niederlage endete für Pascal Groß eingewechselt.
Am 18. August 2023 unterzeichnete der 20-jährige Offiah einen neuen Vertrag bei Brighton mit einer Laufzeit bis Juni 2025 und gleichzeitig einen Leihvertrag bei Heart of Midlothian aus der Scottish Premiership. Offiah kehrte im Dezember 2023 nach Beendigung seiner Leihe nach Brighton zurück.